# Methapon Monyai
Methapon Monyai (thailändisch เมธพนธ์ ม่อนใหญ่, * 15. Mai 1999), auch als Mai bekannt, ist ein thailändischer Fußballspieler.

## Karriere
Methapon Monyai spielte bis Ende 2019 bei Air Force Central. Der Verein aus der thailändischen Hauptstadt Bangkok spielte in der zweithöchsten Liga des Landes, der Thai League 2. Ende 2019 gab der Verein bekannt, dass man sich aus dem Ligabetrieb zurückzieht. Für die Air Force absolvierte er 2019 drei Zweitligaspiele. Der Zweitligist Uthai Thani FC aus Uthai Thani nahm ihn ab Anfang 2020 unter Vertrag. Da er bei Uthai Thani nicht zum Einsatz kam, wechselte er Mitte 2020 zum Ligakonkurrenten Kasetsart FC. Auch für den Bangkoker Verein kam er nicht zum Einsatz. Ende 2020 wurde sein Vertrag nicht verlängert. Der Nan FC, ein Drittligist aus Nan, nahm ihn am 23. Dezember 2020 unter Vertrag. Bei dem Verein, der in der Northern Region der Liga spielte, stand er bis Ende August 2022 unter Vertrag. A, 27. August 2022 verpflichtete ihn der in der Western Region spielende Pathumthani University FC. Für den Klub aus Ayutthaya bestritt er fünf Ligaspiele. Nach der Hinrunde 2022/23 wechselte er zu dem in der Bangkok Metropolitan Region spielenden Thonburi United FC. Hier bestritt er insgesamt 30 Ligaspiele. Im Sommer 2024 nahm ihn sein ehemaliger Verein, der in der  Central Region spielende Pathumthani University FC, unter Vertrag.